# اوکچولار (دینار)
اوکچولار (به ترکی استانبولی: Okçular) یک منطقهٔ مسکونی در ترکیه است که در دینار (شهر) واقع شده‌است.